# Leucochrysa maculata
Leucochrysa maculata är en insektsart som först beskrevs av Navás 1928.  Leucochrysa maculata ingår i släktet Leucochrysa och familjen guldögonsländor. Inga underarter finns listade i Catalogue of Life.